# 易棠
易棠（1794年—1863年）字召甘，清朝湖南善化縣(今長沙)人。咸豐年間官至陝甘總督，派兵鎮壓甘肅回民起義。

## 生平
易棠字召甘，清乾隆五十九年（1794年）生於湖南善化縣(今長沙市芙蓉區桂花井老街易家巷)。道光八年(1828年)中舉，次年成進士，初任刑部主事，累遷員外郎、郎中。道光二十八年(1848年)任廣州知府。次年兼署督糧道。鴉片戰爭後，廣東一些偏僻州縣種植罌粟，製成鴉片，易棠嚴令剷除，令地保、鄰里互相監督告發，否則連坐，抑制了當地鴉片之害。
咸豐元年(1851)起，歷任陝西按察使、甘肅布政使，咸豐三年署陝甘總督。設官錢局，鼓鑄大錢，以濟制錢不足，曾倡捐築渠洩水，工賑並行。四年任陝甘總督，派兵鎮壓甘肅回民起義。咸豐六年九月因病開缺。晚年在籍幫辦團練。同治二年卒。

## 著作
詩文集有《怡芬书屋诗草》十卷，续稿一卷，《词稿》一卷，《试帖》一卷，清咸丰十一年(1861年)刻本。此外著有《四書典制考略》、《撫陝奏議》、《保甲團練輯要》。